# Boïarka
Boïarka (en ukrainien et en russe : Боярка) est une ville de l'oblast de Kiev, en Ukraine. Sa population s'élevait à 40 000 habitants en 2024.

## Géographie
Boïarka est située à 19 km au sud-ouest de Kiev.

## Histoire
La ville est ancienne : à l'époque de la Rus' de Kiev, se trouvait une colonie slave (Boudayïvka). La colonie a été pour la première fois mentionné Boudayïvka au début du XVIe siècle. Le 30 décembre 1956, la ville de Boïarka est née de la fusion des localités de Boïarka, Boudayïvka et Nova Tarasivka. C'est aujourd'hui une ville satellite de Kiev.

## Population
Recensements ou estimations de la population :
| 1923* | 1926* | 1939* | 1959*  | 1970*  | 1979*  | 1989*  |
| ----- | ----- | ----- | ------ | ------ | ------ | ------ |
| 836   | 4 088 | 8 635 | 19 465 | 28 991 | 34 197 | 38 773 |

| 2001*  | 2010   | 2011   | 2012   | 2013   | 2014   | 2015   |
| ------ | ------ | ------ | ------ | ------ | ------ | ------ |
| 35 968 | 34 908 | 34 951 | 35 130 | 35 320 | 35 558 | 35 586 |

| 2016   | 2017   | 2018   | 2019   | 2020   | 2021   | - |
| ------ | ------ | ------ | ------ | ------ | ------ | - |
| 35 524 | 35 459 | 35 431 | 35 411 | 35 376 | 35 312 | - |

## Personnalités liées à la commune
- Sholem Aleichem, écrivain.
- Eugene Hütz, chanteur et compositeur.
- Mykola Lyssenko, compositeur.
- Nikolaï Ostrovski, écrivain.
- Mykola Pymonenko, peintre.
- Maria Zankovetska, actrice.
- Maksym Levin, photojournaliste.
- Oleksandra Matviïtchouk, activiste civique.

## Éléments culturels
L'école no 2 ou école Zemtso où vécut Nikolaï Ostrovski.

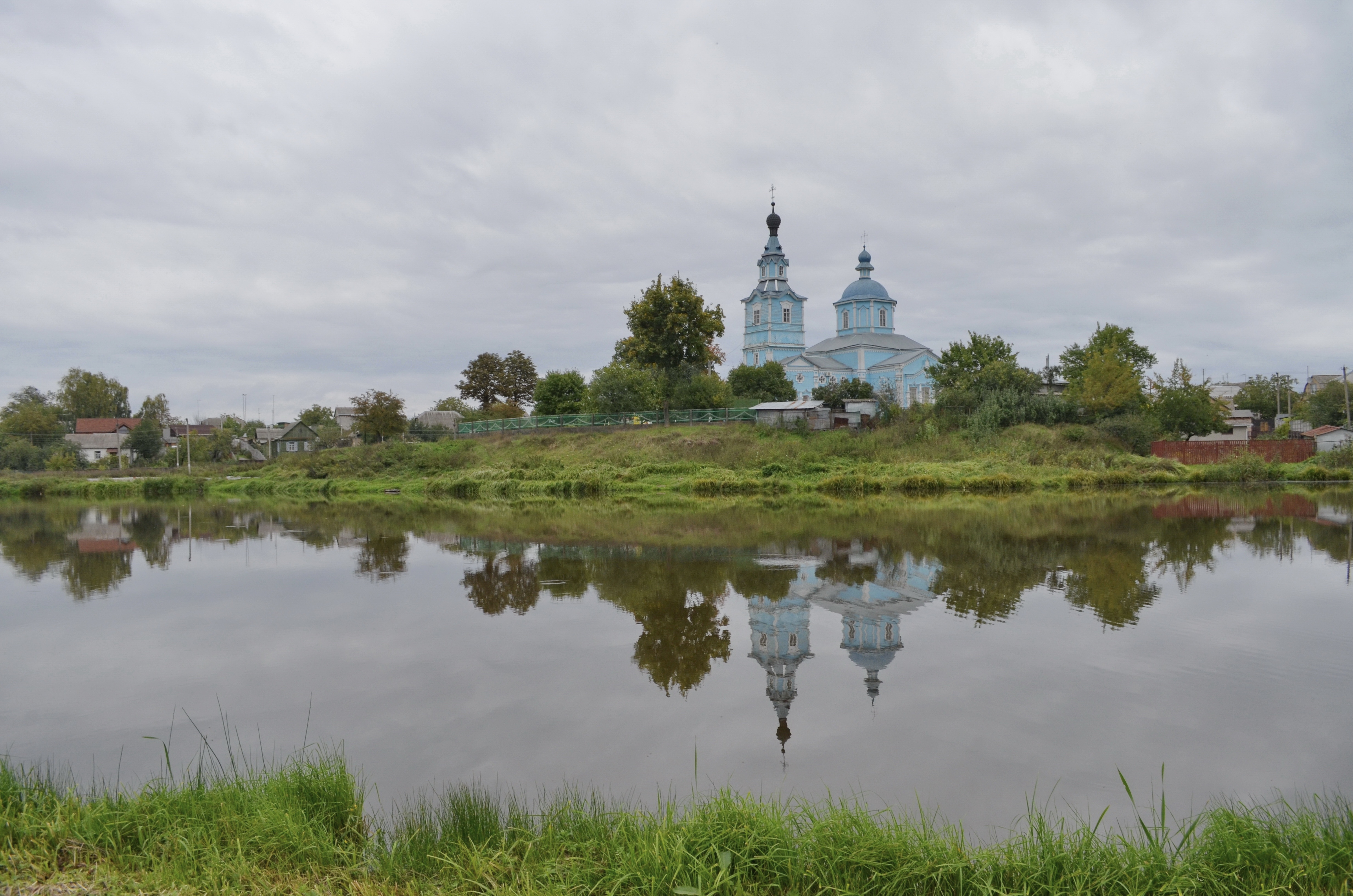
Eglise st-Michel classée[2] et colline classée
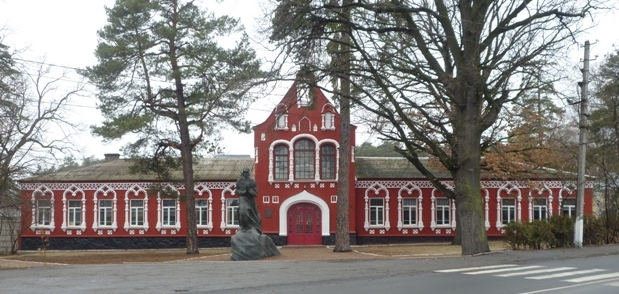
statue de Pavlo Kortchahin classée[4] devant l'école n°2 classée[5].
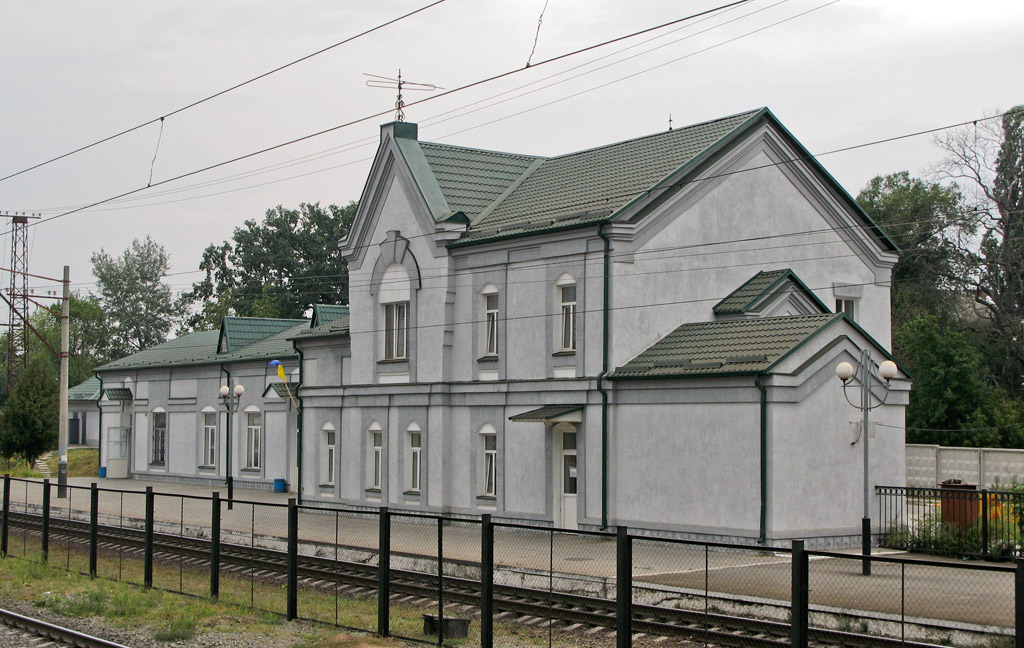
La gare et sa locomotive
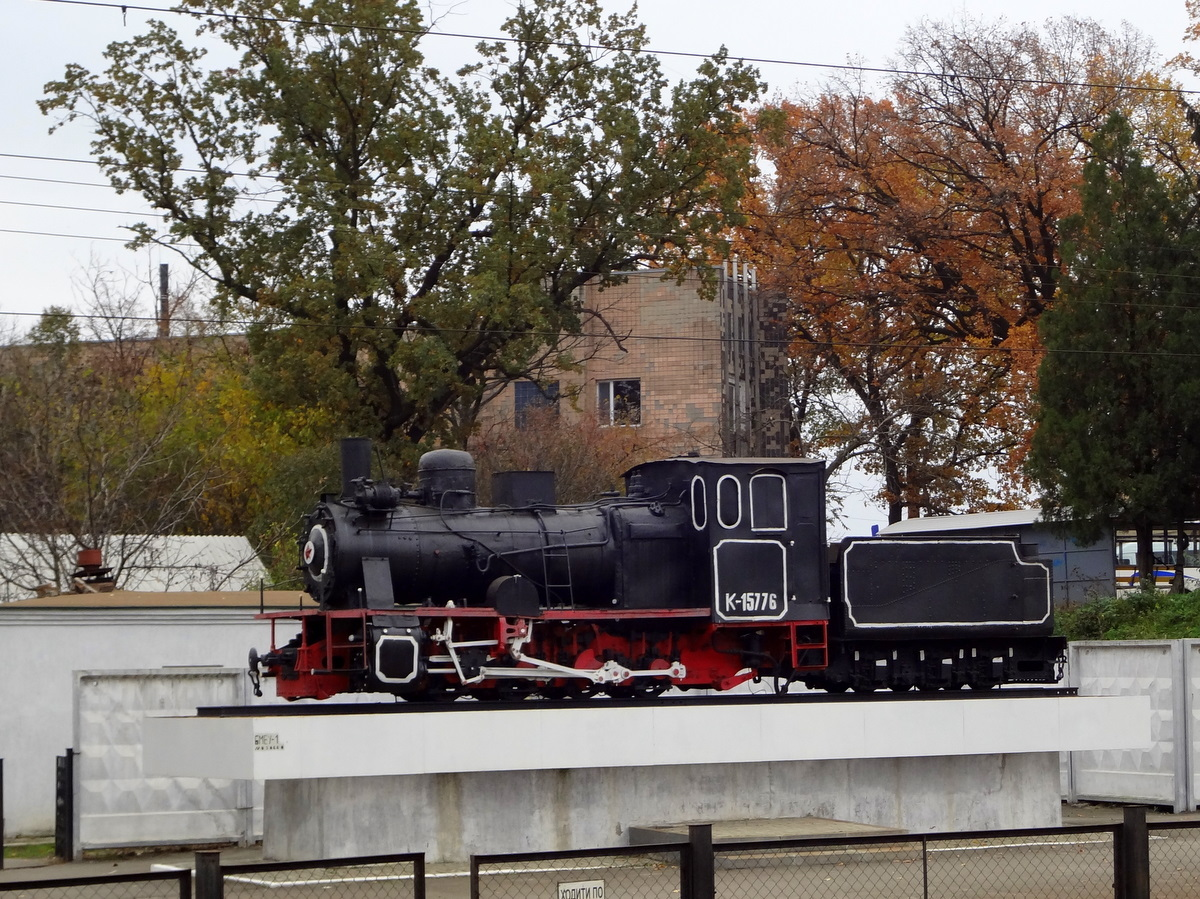
K-157-76 classée[6].